# Re d'Italia (pirofregata)
La Re d'Italia era una pirofregata corazzata della Regia Marina.

## Caratteristiche e costruzione
Ordinata nel 1861 al cantiere statunitense William H. Webb di New York insieme alla gemella Re di Portogallo (i nomi vennero stabiliti con Regio Decreto del 5 ottobre 1862), la nave faceva parte del programma di potenziamento della flotta italiana avviato da Cavour. 

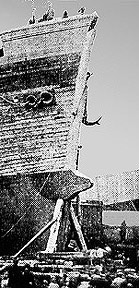
La prua della Re d’Italia, in costruzione sullo scalo. Si noti lo sperone.

Costruita in piena guerra civile americana (tanto da paventarne la requisizione da parte della Marina unionista) sotto il controllo di due delegati italiani, l'ingegner Pucci ed il comandante Delsanto, la nave fu varata nel 1863 ed ultimata due anni più tardi. Le prime prove di macchina furono effettuate il 12 novembre 1863 ed i risultati apparvero soddisfacenti, tanto da persuadere gli agenti del Governo italiano ad accettare l'acquisto della nave (che si sarebbe invece potuto rifiutare nel caso la nave non fosse stata giudicata di buona qualità). Il 30 dicembre dello stesso anno la Re d'Italia compì un giro di collaudo nella baia di New York, finendo arenata a causa della nebbia, ma poté essere agevolmente disincagliata senza riportare danni nel giro di un paio di giorni.
Il progetto, sviluppato da quello della pirofregata corazzata francese La Gloire, prevedeva uno scafo in legno rivestito esternamente da piastre corazzate dello spessore di 120 mm, ed un armamento molto potente, composto da 32 cannoni da 160 e 200 mm tutti ad anima rigata, più quattro pezzi ad anima liscia da 72 libbre. A prua, sotto la linea di galleggiamento, l'unità era dotata di uno sperone in ferro. Oltre alla nave, anche l'apparato motore venne progettato e costruito negli Stati Uniti.
In realtà le due unità della classe presentavano gravi deficienze: la principale era costituita dalla corazzatura, che non copriva la totalità dell'opera viva e soprattutto il timone, che era esposto sia al maltempo che ad attacchi nemici (difetti rivelatisi fatali per la Re d'Italia). Gravi problemi affliggevano inoltre l'apparato motore, tanto che in due anni la velocità scese da 12 ad 8 nodi. Ulteriori difetti erano inoltre rappresentati dalla poca manovrabilità e dalle scarse qualità di varie strumentazioni interne. A causa delle avarie alle caldaie e della scarsa qualità del legno con cui lo scafo era stato costruito, la nave trascorse ben 15 mesi, dopo la consegna, ai lavori.

## Storia operativa
Il 19 settembre 1863, mentre ancora era in costruzione, la Re d'Italia venne presa in consegna dall'equipaggio italiano. L'8 marzo 1864 la pirofregata salpò dagli Stati Uniti diretta in Italia, dove arrivò il 10 aprile, dopo aver attraversato l'Oceano Atlantico, prima nave corazzata a compiere questa traversata senza essere scortata. Il 15 aprile 1865 la Re d'Italia, appena entrata in servizio, divenne nave di bandiera di comandante in capo di Squadra.
Nel 1866, con lo scoppio della terza guerra d'indipendenza, la nave venne assegnata alla I Squadra Navale dell'Armata d'Operazioni ed il 7 maggio di quell'anno imbarcò l'ammiraglio Carlo Pellion di Persano, comandante della flotta italiana. Quattro giorni più tardi divenne comandante della nave il capitano di vascello di prima classe Emilio Faà di Bruno (ufficiale che aveva ispezionato la Re d'Italia durante la costruzione, diverso tempo prima, nel maggio 1863), mentre il 15 giugno s'imbarcò sulla nave, con il grado di sottotenente di vascello, il deputato Pier Carlo Boggio, arruolatosi volontario per poter fungere da storiografo della campagna navale. Il mattino del 21 giugno 1866 la corazzata, che era rimasta a Taranto fino a quel momento, lasciò il porto pugliese alla volta di Ancona, dove giunse quattro giorni più tardi, nel pomeriggio del 25. Nel porto marchigiano le navi si rifornirono di carbone, ma sulla Re d'Italia l'operazione fu ostacolata da incendi scoppiati a bordo a causa della polvere di carbone residua del precedente viaggio dagli Stati Uniti. A causa di tale problema, quando, all'alba del 27 giugno, l'avviso a ruote Esploratore avvistò una formazione navale austro-ungarica (6 navi corazzate, 4 cannoniere ad elica e due avvisi a ruote) e l'ammiraglio Persano decise di uscire con tutte le navi in grado di partire (9 unità corazzate) per andare incontro alla squadra avversaria, questi dovette frettolosamente trasbordare, insieme al proprio capo di Stato Maggiore, capitano di vascello Edoardo D'Amico, sull’Esploratore, non essendo la Re d'Italia in condizioni di muovere. Dopo che le due formazioni si furono avvistate a vicenda, il comandante della squadra austro-ungarica, viceammiraglio Wilhelm von Tegetthoff, decise di non dare battaglia, e Persano, viste le precarie condizioni delle nove corazzate che aveva potuto far salpare, non lo inseguì. Durante la permanenza ad Ancona la Re d'Italia imbarcò 12 cannoni da 164 mm prelevati da unità in legno della II Squadra.
Dall'8 al 12 luglio la flotta italiana fu in crociera di guerra nell'Adriatico, senza tuttavia incontrare forze navali nemiche.
Nel primo pomeriggio del 16 luglio l'armata salpò da Ancona diretta a Lissa, dove si progettava di sbarcare. La Re d'Italia, con a bordo Persano, prese il mare in formazione con la pirocorvetta corazzata Formidabile, la pirofregata corazzata San Martino e la cannoniera corazzata Palestro: questo gruppo bombardò i forti situati sulle colline a levante di Porto San Giorgio sull'isola di Lissa, ove si progettava di sbarcare, mentre la seconda formazione in cui era stata suddivisa la I Squadra aveva il compito di bombardare dal lato opposto le fortificazioni di Porto San Giorgio. Il bombardamento, iniziato alle 11.30 e protrattosi, con anche il concorso della III Squadra, sino al tramonto, ottenne discreti risultati, mettendo fuori uso forte San Giorgio e le batterie Schmidt e torre Bentick. La sola Re d'Italia sparò in tutto circa 1300 colpi. Il 19 luglio, invece, la I Squadra si mantenne al largo come forza di copertura, mentre la II e III Squadra proseguivano i bombardamenti contro Porto San Giorgio. La sera di quel giorno, mancando ancora risultati decisivi, si tenne consiglio sulla Re d'Italia tra Persano ed i capi di Stato Maggiore delle tre squadre navali (rispettivamente i capitani di vascello Edoardo D'Amico e Giuseppe Paulucci ed il capitano di fregata Tommaso Bucchia) ed il comandante della forza da sbarco, maggiore Taffini, in seguito al quale si decise di sbarcare l'indomani.
Alle 7.50 del mattino del 20 luglio, mentre si facevano i preparativi per lo sbarco sull'isola (durante il quale la Re d'Italia, che al momento si era portata con la I Squadra al largo di Porto San Giorgio, avrebbe avuto l'incarico di bombardare, insieme alla Re di Portogallo, alla Palestro ed all'ariete Affondatore, la batteria della Madonna, situata in fondo a Porto San Giorgio), sopraggiunse la squadra navale austroungarica agli ordini dell'ammiraglio Wilhelm von Tegetthoff: ebbe così inizio la battaglia di Lissa, conclusasi con una drammatica sconfitta della flotta italiana. Come nave di bandiera della II Divisione della I Squadra, che comprendeva anche la San Martino e la Palestro, la Re d'Italia si mise in testa a questa formazione, la seconda delle tre formate (le altre due erano la III Squadra, in testa, e la III Divisione della I Squadra, in coda) dalla flotta delle corazzate italiane, che si era disposta in linea di fila e dirigeva verso nord/nordest, contro la flotta austro-ungarica. La velocità assunta dalla II Divisione era di 9 nodi, il massimo che si potesse raggiungere, causa la lentezza della Palestro. Durante l'avvicinamento, alle dieci del mattino, l'ammiraglio Persano decise di trasbordare – insieme al capo di stato maggiore D'Amico ed ai due aiutanti di bandiera – dalla Re d'Italia all’Affondatore, che aveva affiancato la II Divisione. Causa l'inesperienza dell'equipaggio di quest'ultimo, e la sua scarsa manovrabilità, nell'operazione si persero dieci minuti, aprendo un varco nello schieramento tra la Re d'Italia, prima nave del secondo gruppo (passato frattanto sotto il comando di Faà di Bruno), e la pirofregata corazzata Ancona, ultima del primo gruppo, varco del quale Tegetthoff approfittò per «tagliare la T» alla formazione avversaria (all'apertura di tale varco, lungo oltre 1500 metri, contribuì comunque anche l'eccessiva velocità, 11 nodi, assunta dalla III Divisione, il cui comandante non sembrò tener conto della lentezza delle altre unità). Mentre la III Squadra virava verso sinistra, la II Divisione, con sole quattro unità (Re d'Italia, San Martino, Palestro, Affondatore), venne a contatto con la formazione di testa della flotta austro-ungarica, che contava sette corazzate. La Re d'Italia aprì il fuoco a trecento metri di distanza. Le navi di Tegetthoff cercarono di speronare quelle della II Divisione, che tuttavia evitò collisioni accostando di 90° a sinistra e defilando controbordo. Le unità avversarie invertirono la rotta e tentarono quindi un nuovo attacco, anch'esso sventato dalla contromanovra della II Divisione, poi si entrò nel vivo dello scontro: la Re d'Italia si ritrovò pressoché circondata dalle pirofregate corazzate austroungariche Drache, Don Juan de Austria, Salamander e Kaiser Max, l'ultima delle quali cercò di speronare la Re d'Italia, che tuttavia riuscì a scampare la collisione. Mentre le due navi defilavano controbordo, entrambe si spararono reciprocamente una bordata, ed una cannonata della Kaiser Max colpì lo scafo della Re d'Italia, ma l'evento decisivo avvenne poco dopo, mentre le due unità accostavano ad allargare: la nave nemica, che aveva iniziato a prendere di mira soprattutto la poppa della Re d'Italia, esplose due bordate, la prima delle quali causò un incendio negli alloggi dell'ammiraglio, mentre la seconda pose fuori uso il timone e ne troncò gli organi di collegamento con il ponte di comando, senza possibilità di rimedio.

Olio su tela del 1868, ritraente l’affondamento della Re d’Italia.

Inizialmente non ci si rese conto dell'estrema gravità del danno, che si evidenziò però poco dopo, quando Faà di Bruno, ferito ad una gamba, ordinò la messa del timone alla banda per allontanarsi: non riuscendo ad eseguire alcuna manovra, il comandante ordinò indietro tutta, con l'unico risultato, però, di eliminare la spinta fornita dall'abbrivio, rendendo del tutto immobile la Re d'Italia. A quel punto sopraggiunse la nave ammiraglia di Tegetthoff, la pirofregata corazzata Erzherzog Ferdinand Max, che, trovandosi di fronte l'unità italiana immobilizzata, manovrò a tutta velocità (11,5 nodi) per speronarla: lo sperone della Ferdinand Max sfondò lo scafo senza adeguata protezione della Re d'Italia (la corazzatura, che terminava poco al disotto della linea di galleggiamento, finiva più in alto del settore lesionato, dove non vi era che lo scafo in legno) aprendovi uno squarcio di 15 m², che risultò fatale: in non più di due o tre minuti la pirofregata italiana si appruò, sbandando fortemente dapprima sulla dritta (per il contraccolpo) e quindi sul lato sinistro (dove c'era la falla), si capovolse e s'inabissò alle 11.30, trascinando con sé la maggior parte dell'equipaggio. Molti uomini vennero travolti dalla caduta dei cannoni, dei proiettili e del materiale sistemato sul ponte, che rotolava mentre la nave si capovolgeva, L'equipaggio, chiamato in coperta per tentare, se possibile, un arrembaggio, non poté metter in atto tale proposito, a causa del rapido allontanamento della Ferdinand Max. Mentre la nave si abbatteva sul fianco sinistro e gli alberi sfioravano quelli della nave nemica il guardiamarina Razzetti ammainò la bandiera per evitarne la cattura, poi la issò nuovamente (la nave affondò con tutte le bandiere al vento). Sul ponte di coperta molti uomini dell'equipaggio, tra i quali anche l'onorevole Boggio, continuarono a fare fuoco con pistole e moschetti mentre la nave affondava. I cannoni delle batterie coperte erano ancora caldi quando toccarono l'acqua, in quanto l'ultima bordata era stata tirata, sotto la direzione del luogotenente di vascello Gualtierio, mentre la nave già iniziava ad affondare (l'ultimo cannone a fare fuoco fu azionato dal direttore di macchina): quest'ultima bordata provocò vari danni, ancorché non molto gravi, alla Ferdinand Max, ferendo seriamente anche l'aiutante di campo di Tegetthoff, il tenente di vascello Minutillo. Gualterio, tra i pochi ufficiali sopravvissuti, affermò che i naufraghi furono fatti segno di tiro di fucileria da parte di una cannoniera, con due morti e due feriti. Altri naufraghi rimasero vittima di fuoco amico, quando la San Martino e la Palestro aprirono il fuoco contro l'avviso austroungarico Kaiserin Elizabeth, che aveva iniziato il recupero dei superstiti della Re d'Italia: quattro cannonate raggiunsero la nave austroungarica, provocandole vari danni, uccidendo diversi naufraghi già tratti in salvo e, ancor più disgraziatamente, dissuadendo il suo comandante dal proseguire l'opera di soccorso.
Scomparvero in mare 27 ufficiali e 364 tra sottufficiali e marinai, mentre solo 167 uomini poterono essere tratti in salvo, 116 dei quali dalla pirofregata Principe Umberto (altre fonti parlano invece di 440 morti e 160 superstiti, o di 177 sopravvissuti, 159 dei quali recuperati da navi italiane – alle operazioni di soccorso prese parte, oltre alla Principe Umberto, anche l'avviso Messaggere – e 18 fatti prigionieri). Tra le vittime anche il comandante Faà di Bruno (che, rimasto a bordo e gettatosi in mare tra gli ultimi, ferito ad una gamba e nuotatore non molto abile, venne trascinato a fondo dal risucchio della nave che affondava), il deputato Boggio (che, non sapendo nuotare, annegò insieme al tenente di vascello Alfredo Bosano, che aveva cercato di salvarlo), il noto pittore Ippolito Caffi (che si era imbarcato sulla corazzata il 19 luglio per poter osservare e dipingere la battaglia), il comandante in seconda capitano di fregata Gustavo Alziary di Malaussena, il capo commissario Pagano ed il capo del servizio sanitario dell'armata navale, Luigi Verde con gli altri tre ufficiali medici di bordo (il medico di fregata di 1ª classe Orlando Santoro, il medico di corvetta di 1ª classe Carlo Corbucci ed il medico di corvetta di 2ª classe Angelo Pettinati), mentre tra i superstiti vi fu il sottocapo di stato maggiore dell'ammiraglio Persano, capitano di fregata Andrea Di Santo. Alla memoria del comandante Faà di Bruno fu conferita la Medaglia d'oro al valor militare.
Il relitto della Re d'Italia è stato individuato nella primavera del 2005, al largo della costa dalmata. Giace a 105 metri di profondità, leggermente sbandato sul lato di dritta.